# 埃尔斯加里德利斯
埃尔斯加里德利斯，是西班牙加泰罗尼亚塔拉戈纳省的一个市镇。总面积3平方公里，总人口175人（2001年），人口密度58人/平方公里。